# Mîtnîțea, Vasîlkiv
Mîtnîțea (în ucraineană Митниця) este o comună în raionul Vasîlkiv, regiunea Kiev, Ucraina, formată numai din satul de reședință.

## Demografie
Componența lingvistică a comunei Mîtnîțea
     Ucraineană (97,18%)
     Rusă (2,18%)
Conform recensământului din 2001, majoritatea populației comunei Mîtnîțea era vorbitoare de ucraineană (97,18%), existând în minoritate și vorbitori de rusă (2,18%).